# Resolució 445 del Consell de Seguretat de les Nacions Unides
La Resolució 445 del Consell de Seguretat de l'ONU, aprovada el 8 de març de 1979, després de recordar resolucions 253 (1968), 403 (1977), 411 (1977), 423 (1978), 424 (1978) i 437 (1978) i escoltant les representacions de diversos països, el Consell va expressar la seva preocupació per les operacions militars realitzades pel "règim il·legal" contra països limítrofs i no contigus amb Zimbàbue-Rhodèsia. El Consell també estava indignat per l'execució i les condemnes contra persones sota lleis repressives.
La Resolució 445 seguia expressant la seva preocupació pels Estats membres que havien d'enviar observadors a les anomenades eleccions d'abril de 1979, el resultat del qual el Consell no reconeixeria. El Consell també va elogiar Angola, Moçambic, Zàmbia i a altres estats pel seu suport als pobles de Zimbabwe, encoratjant a altres estats membres a donar-los suport.
Finalment, el Consell va proposar ampliar i ampliar les sancions internacionals contra Zimbàbue-Rhodèsia, i va demanar al Comitè establert a la Resolució 253 que considerés noves mesures i que tornés a informar al Consell abans del 23 de març de 1979.
La resolució es va aprovar amb 12 vots contra cap en contra i 3 abstencions de França, Regne Unit i Estats Units.